# Ütünk
Ütünk Bajor Andor különszámot kitevő egyéni rovata az Utunkban. 

## Története
Első ízben az 1956-os szilveszteri számban jelentkezett; az utolsó száma az 1984-es szilveszteri szám volt. Bajor, aki teljes egészében egyedül írta ezt a számot, olyan fórumot teremtett belőle, ahol „…rendszeresen felkereste a Tisztelt Olvasót, s görbe tükrében felmutatta neki világunknak azt a képét, amelyben a torzságokat megszenvedő írónak 
és az Olvasónak is élnie (élnünk) adatott” (Dávid Gyula). A megjelenésnek nem voltak merev szabályai, néha kétszer is jelentkezett (januárban és decemberben), s ezeket a kétszeri jelentkezéseket számítva is voltak évek, amikor kimaradt (1962, 1972, 1973, 1980).
Az egyes számokat Bajor általában valamely egységet sugalló koncepció szerint építette fel, s ezt a tematikai-szemléleti egységet a szám címe fejezte ki; az 1956-os „Beszámoló a világirodalom fejlődéséről”, az 1957-es „A nevetés nehéz, de magasztos föladat”, az 1958-as „Íróink a Holdban” – mindhárom stílusparódiákat tartalmaz, akárcsak az 1963-as, 
1965-ös (januári), az 1967-es, 1968-as, a két 1971-es (utóbbi a 15 éves Utunk görbetükre), amelyben Bajor kortárs romániai magyar költőket, írókat, kritikusokat figuráz ki. Klasszikusok műveire írt stílusparódiákat nyújt az 1959-es szám, s a mindennapi élet ferdeségeit veszi célba az 1961-es, 1965-ös, 1974-es.
A szilveszteri számokban megjelent paródiák, szatírák egy részét a szerző felvette köteteibe (főképp az 1968-as Pokoli különkiadás-ba), később azonban ilyen jellegű kötetek sajtó alá rendezésére már nem volt lehetőség. A teljes sorozat halála után, életműkiadásának második kötetében (Ütünk. Kvári Sinkó Zoltán előszavával, Dávid Gyula gondozásában) 2000-ben jelent meg Kolozsváron.
„Hogyan volt képes erre a pályára menni? – teszi föl a kérdést Kvári Sinkó Zoltán – Ugyan miért választotta ezt a lehetetlen hivatást, amely nem babérokat, csak keserveket terem? Miért lesz valaki szatíraíró, amikor ezer más lehetőség kínálkozik számára?… Ráadásul magyar szatirikus Romániában?… Tessék elképzelni egy irodalmat, amely, mint tudományosan minden, három részre osztható: 1. írásművek, melyek a falu kollektivizálását népszerűsítik, 2. irodalmi alkotások, melyek a szocialista iparosítás napi gondjain őrlődnek, az uralkodó osztály, a proletariátus mindennapi győzelmeit dicsőítik, 3. ábrázolások a haladó értelmiség szerepéről a falu kollektivizálásában, valamint a többtermelés elősegítésében. Ezt úgy hívják, hogy szocialista realista irodalom, melyet a Szovjetunióban találtak el. És akkor ott 
vergődött ő a szatíráival, humoreszkjeivel és paródiáival. Könyvnyi könyv tanúsítja, hogy az írótársak siettek a párt hívó szavának eleget tenni. Ő meg ott téblábolt közöttük, és nem iparosított, se nem kollektivizált, hanem állandóan rossz fát tett a tűzre. Egy idő után a cenzorok jobban féltek tőle, mint a főnökeiktől.”
A szilveszteri mellékletek tartós sikeréhez az írásokat kísérő illusztrációk is hozzájárultak: Árkossy István, Benczédi Sándor, Cseh Gusztáv, Deák Ferenc, Surány Erzsébet s az Utunk képi-tipográfiai megformálásában fontos szerepet játszó Banner Zoltán, a művészeti rovat szerkesztője és Sipos László grafikai szerkesztő. Az életműkiadásban megjelent kötet ezeknek csak egy részét tudta reprodukálni.